# Грёбер, Герман
 Герман Грёбер  (нем. Hermann Groeber; 17 июля 1865, Вартенберг — 25 июля 1935, Гштадт-ам-Кимзее) — немецкий художник и педагог.

## Биография
Герман Грёбер родился в семье врача. Вскоре после его рождения Грёберы переехали из Верхней Баварии в Эгштетт на озере Кимзее. Здесь прошло детство будущего художника, среди крестьян и местных рыбаков. После окончания гимназии в Бургхаузене, где учитель рисования оценил талант мальчика, он поступил в Мюнхенскую академию художеств. В детстве познакомился и сохранил на всю жизнь дружбу с писателем Людвигом Томой, о которой рассказывает сохранившаяся переписка между двумя мастерами.
Во время учёбы в Мюнхенской академии в 1883—1886 годах Герман Грёбер занимался под руководством Вильгельма фон Линденшмидта, Николаоса Гизиса и Людвига фон Лёффца. Совершал также длительные учебные поездки в Италию, Голландию и Париж, где знакомился с современным, преимущественно импрессионистским искусством, не подпадая, впрочем, под конкретное влияние какого-либо из крупных мастеров. Живопись самого Г. Грёбера можно характеризовать как постимпрессионистскую, отражавшую в первую очередь баварские реалии. Художник также сотрудничает как карикатурист в сатирическом журнале-еженедельнике «Симплициссимус» и в мюнхенском Die Jugend.
Как живописец Герман Грёбер известен своими пейзажами, жанровыми и портретными работами. Преподавал в Художественной академии Карлсруэ, где возглавлял класс обнажённой натуры. В 1907 году он становится руководителем такого класса в Мюнхенской академии, а с 1911 года — её профессором. В том же году Г. Грёбер награждается золотой медалью на выставке в мюнхенском Стеклянном дворце. Был новатором в выполнении групповых портретов, которые затем ему заказывали различные немецкие крупные корпорации и фирмы (например, «I.G. Farben»). Так, в 1926 году он получил заказ на групповой портрет руководящего совета крупнейшего в мире химического концерна I.G. Farben. Был приверженцем такой живописной техники, как пленэр.
В то же время художник придерживался крайне правых политических взглядов, что выразилось в 1928 году в его поддержке, в том числе и материальной, Национал-социалистского общества немецкой культуры, позднее переименованного в Союз борьбы за немецкую культуру («Kampfbund für deutsche Kultur»). Одним из учеников Г. Грёбера был Пауль Клее.

## Галерея

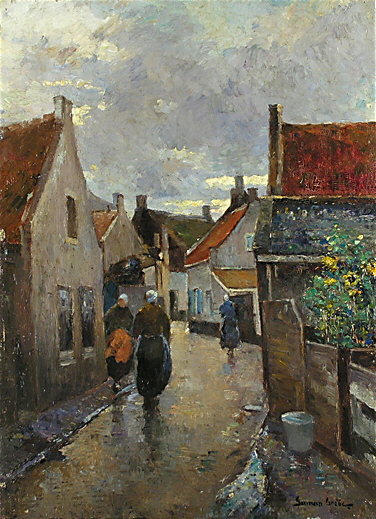
Сельская улица
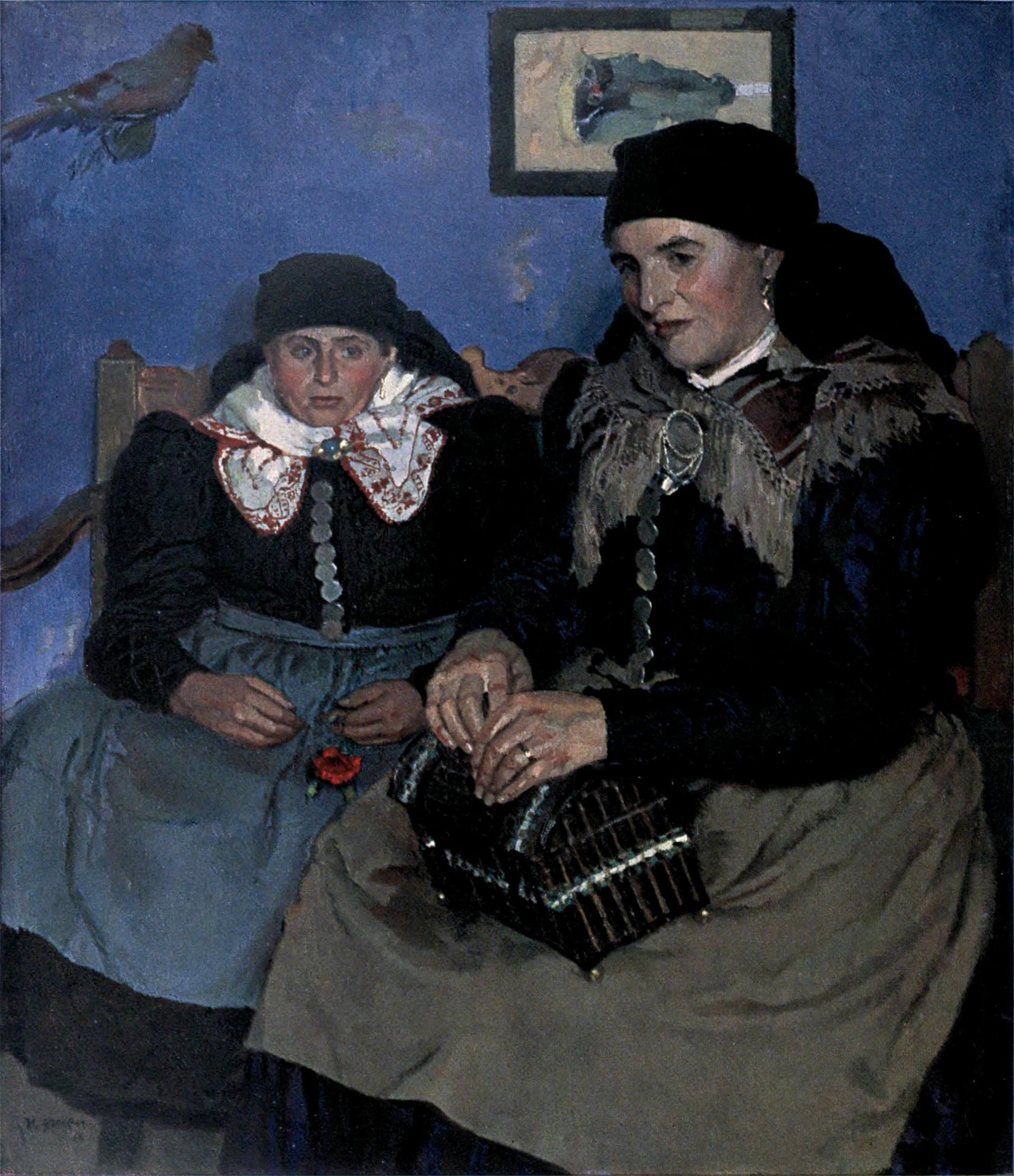
Крестьянки в гостях
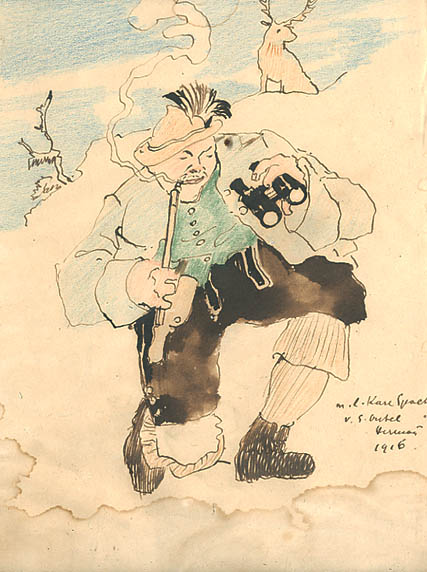
На страже (1916)
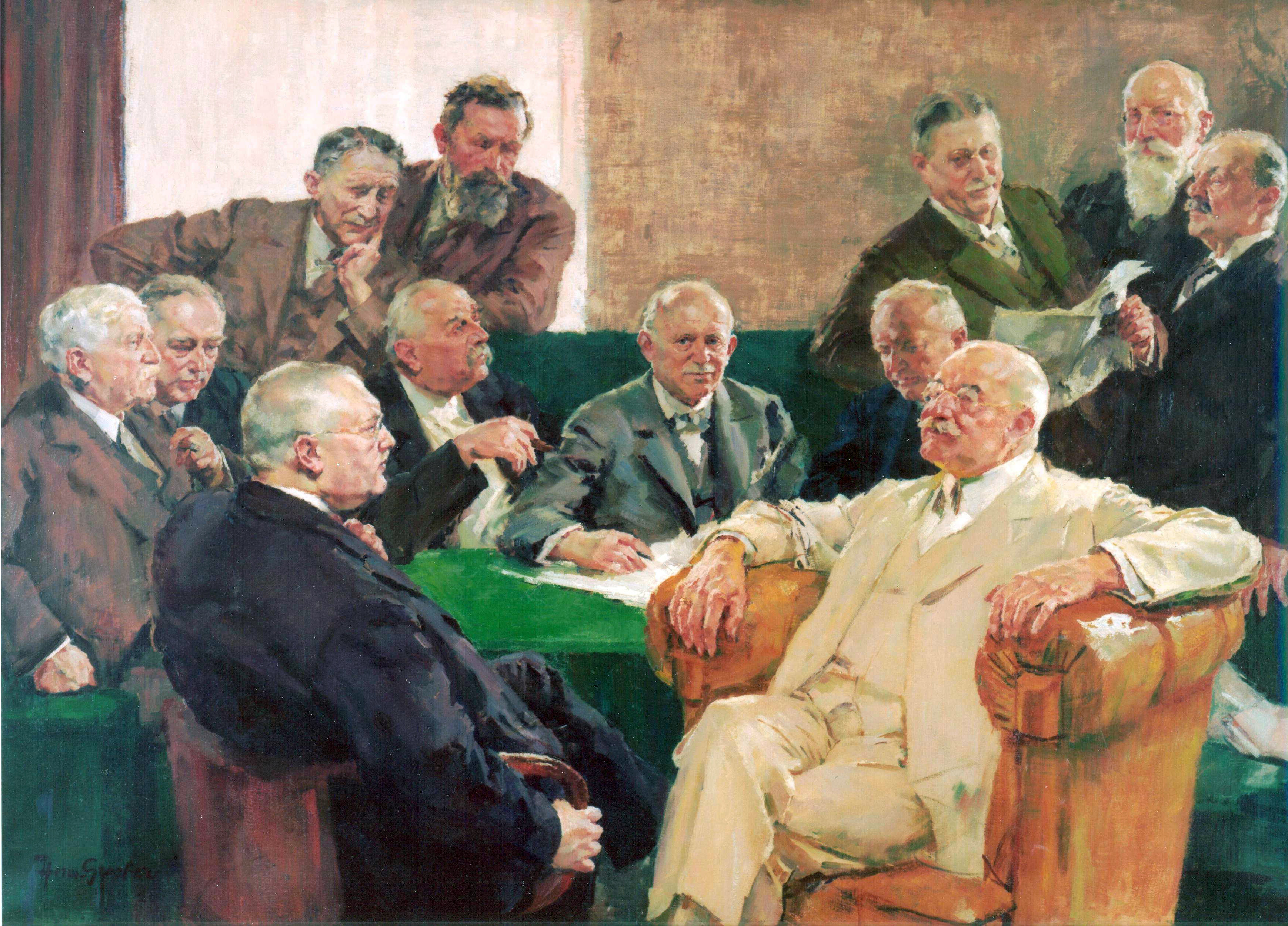
IGFarben. Руководящий совет (1926)
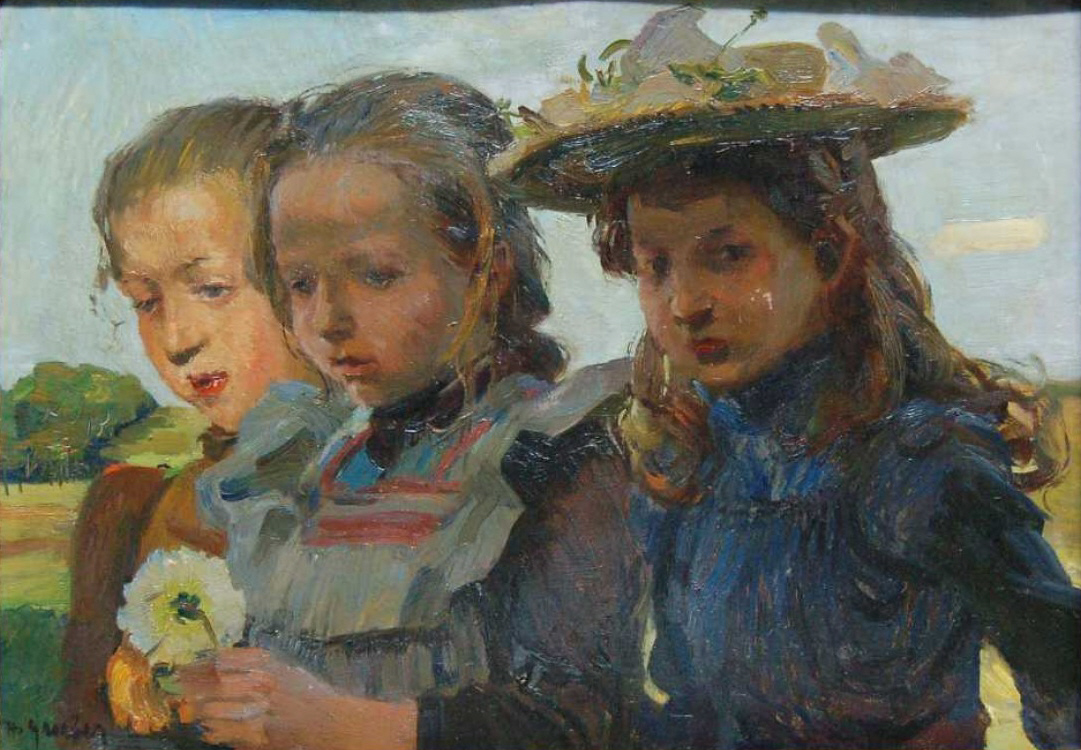
Дети весной на Старом рынке